# Valentin Djènontin-Agossou
Valentin Djènontin-Agossou, né 14 février 1965 à Covè au Bénin, est un homme politique béninois. Il occupe plusieurs postes ministériels avant d’être élu député à l’Assemblée nationale du Bénin en mai 2015.
Marié à Delphine LINSOUSSI, il est père de 8 enfants dont Jérémie, Elie, Dieudonné, Aquilas, Mystère, Admirable, Uriel et Jévadel 

### Formation
Titulaire d’un diplôme des Cadres supérieurs en Management des Services Publics à l’ENA en 2002, il dispose aussi d’un certificat Science Po : Géopolitique de l’Europe.

#### Carrière politique
Le 28 mai 2011, Valentin Djènontin-Agossou est nommé Ministre de la culture, de l'alphabétisation, de l'artisanat et du Tourisme en remplacement de Claudine Prudencio et Ganiou Soglo,.
Le 24 janvier 2012, Valentin Djènontin-Agossou est nommé Ministre Délégué auprès du Président de la République Chargé de l'économie Maritime, des Transports Maritimes et des infrastructures portuaires en remplacement de Jean-Michel Abimbola.
Le 13 août 2013, Valentin Djènontin-Agossou est nommé Garde des sceaux, Ministre de la Justice, de la Législation des Droits de l’Homme du Bénin en remplacement de Reckya Madougou,.
En mai 2015, Valentin Djènontin-Agossou est élu député à l’Assemblée Nationale du Bénin.
Secrétaire exécutif national du parti Force cauris pour un Bénin émergent (FCBE), Valentin Djènontin-Agossou est à l'étranger lorsque la police le convoque en octobre 2018 ; il vit depuis en France, s'exprimant régulièrement sur la gouvernance de Patrice Talon. En novembre 2019, l’ancien ministre, proche de Thomas Boni Yayi, est condamné à deux ans de prison ferme avec mandat d'arrêt et deux millions de francs CFA d'amende pour « vol et diffusion de documents administratifs ». Djènontin-Agossou dénonce un acharnement et une justice politique,. En 2021, il signe une tribune dans Mediapart qui appelle au rétablissement de la démocratie au Bénin.